# مطار جينينغ كوفو
مطار جينينغ كوفو (بالإنجليزية: Jining Qufu Airport)‏ و(بالصينية: 济宁曲阜机场) (إياتا: JNG، إيكاو: ZSJG) مطار عام / عسكري يقع بمدينة جينينغ في شاندونغ في الصين. يبلغ طول المدرج 2800 م .

## شركات الطيران والوجهات
| شركـات طيـران          | الوجهات |
| ---------------------- | --- |
| Chengdu Airlines       | مطار تشنغدو شوانغليو الدولي، مطار جينغديو الجديد، مطار داليان الدولي، مطار قوييانغ لونغدونغابو الدولي، مطار غينغادو جياودونغ الدولي، مطار شنيانغ الدولي، مطار تاييوان وسو الدولي، مطار يانتاي جاوشوي الدولي |
| خطوط شرق الصين الجوية  | مطار بكين داشينغ الدولي، مطار كونمينغ جانغشوي الدولي |
| طيران الصين اكسبرس     | مطار تشونغتشينغ جيانغبى الدولي |
| خطوط جنوب الصين الجوية | مطار قوانغتشو باييون الدولي، مطار قويلين يانغ جيانغ الدولي، مطار شينزين باوان الدولي، مطار ووهان الدولي |
| China United Airlines  | مطار اوردوس إيجين هورو، مطار شيامن قاوتشي الدولي |
| Fuzhou Airlines        | مطار فوتشو تشانغله الدولي، مطار شنيانغ الدولي |
| طيران جي إكس           | مطار تشانغشا هوانغوا الدولي، مطار تشونغتشينغ جيانغبى الدولي، مطار قوييانغ لونغدونغابو الدولي، مطار هايكو ميلان الدولي، مطار نانينغ الدولي، مطار سانيا فينيكس الدولية، مطار وانتشو وتشياو                    |
| خطوط شانغهاي الجوية    | مطار تشانغتشون الدولي، مطار فوتشو تشانغله الدولي، مطار هاربين الدولي، مطار شانغهاي بودنغ الدولي |
| خطوط تيانجين الجوية    | مطار نانتشانغ تشانغبى الدولي، مطار يولين يو يانغ |
| خطوط زيامن الجوية      | مطار هانغتشو شياوشان الدولي، مطار ينتشوان خه دونغ |

## وصلات خارجية
- http://www.flightstats.com/go/Airport/airportDetails.do?airportCode=JNG